# EMD DDA40X
EMD DDA40X(영어: EMD DDA40X)는 미국 일렉트로 모티브 디젤에서 개발한 디젤 및 전기 기관차로 제너럴 일렉트릭의 모델인 GE AC6000CW 보다 큰 편이며 세계의 디젤 기관차 중에서 가장큰 규모가 크다. 현재 운용하고 있는 회사는 미국의 철도 기업인 유니언 퍼시픽 철도가 유일하다.

## 역사
1969년 유니언 퍼시픽 철도는 유니언 퍼시픽 GTELs을 퇴역 시키면서 상대적으로 고효율적인 디젤 엔진을 올렸다가 기관차의 성능 저하 문제로 디젤 기관차를 출시하기 위해 만들어졌다. 1971년까지 생산했으며 애칭은 센테니얼(영어: Centennial), 빅 잭(영어: Big Jack)이 있다.

## 현황
현재 유니온 퍼시픽 철도에서 도입한 이 기종은 1대를 제외한 나머지 모두 현역에서 퇴역 했으며 6936호 차량은 유니온 퍼시픽 철도의 상징적인 존재로 대량화물 견인과 비정기 운행에 투입되어 현재도 운행하고 있다.

## 사진

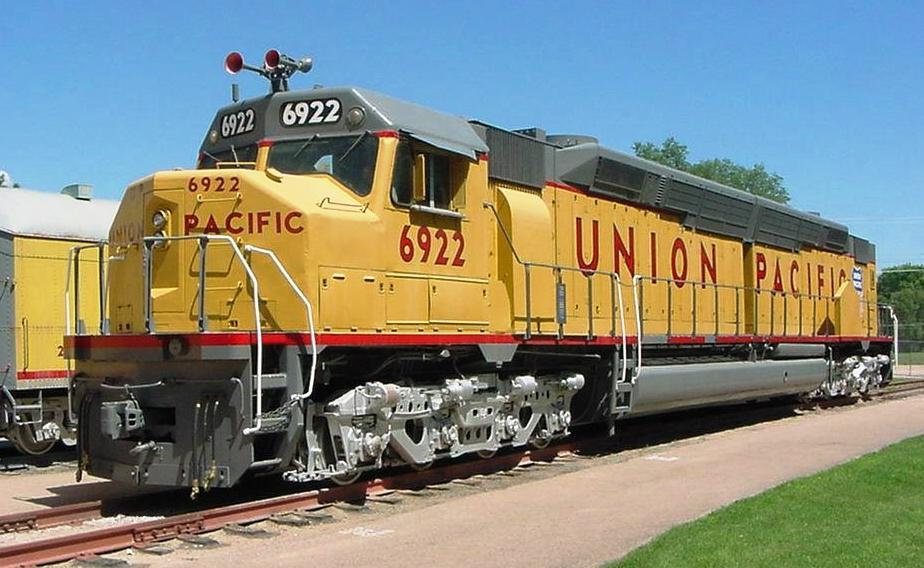
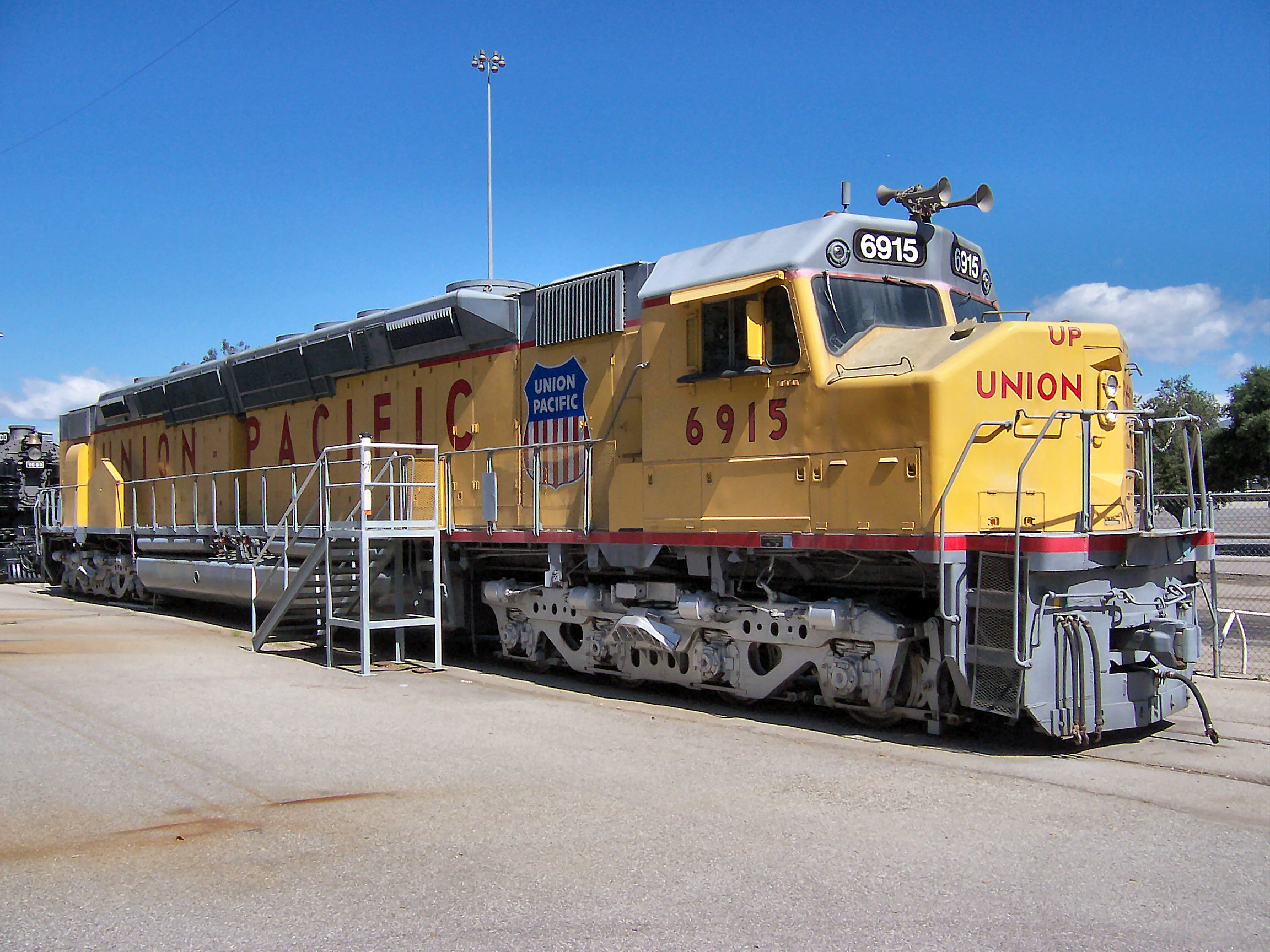
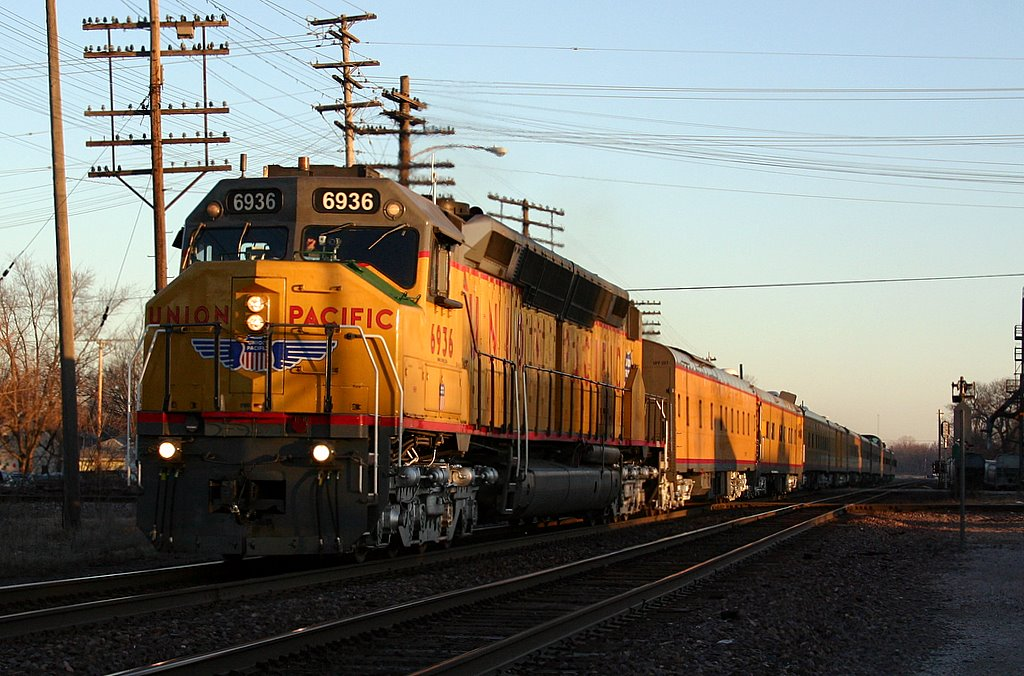
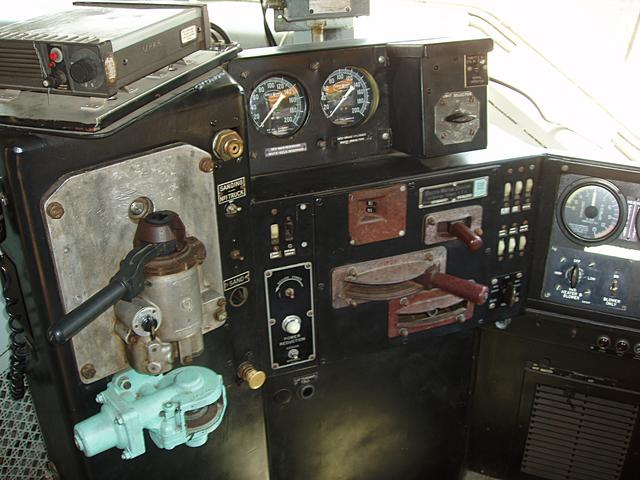

## 같이 보기
- EMD DD35A